# Asian Handicap
Asian Handicap är en form av vadslagning inom sport där lagen får en fördel eller underläge i form av ett handikapp baserat på deras form, så att ett starkare lag måste vinna med fler mål för att ett vad på dem ska vinna. Asian handicap blev snabbt populärt under tidigt 2000-tal. Det är en form av spridnings vadslagning. Handikappen sträcker sig vanligtvis från en fjärdedels mål till flera mål, i intervaller av halv- eller till och med fjärdedelsmål. Några sporter som använder asian handicap är oftast fotboll och Ishockey där vinst med mål eller resultat är vanligast. Men även hörnor är en av de kategorierna som blivit populär bland spelarna. Det går även att använda asian handicap inom antal kort eller varningar som man kan kalla det. Basket är en av sporterna där asian handicap används flitigt eftersom resultaten kan vara stora skillnader mellan lagen. För att öka oddset på en match kan man därför använda asian handicap. Allt är baserat på vad spelbolaget har för utbud på den matchen, men oftast erbjuds utbudet för flera marknader som nämndes ovan, Mål, Resultat, Hörnor och Kort.

## Användning
Om ett heltal används för handikappet kan det handikappjusterade slutresultatet leda till oavgjort. Denna situation är inte ett oavgjort resultat, utan kallas för "push". Vid en push får alla spelare tillbaka sina ursprungliga insatser eftersom det inte finns någon vinnare. Plus-tecknen i resultatkolumnerna för lag indikerar "eller mer", t.ex. "2+" betyder "med 2 mål eller fler". Grundtanken bakom asian handicap är att eliminera oavgjorda resultat och minska risken av förluster. Detta uppnår man genom att ge det svagare laget en större fördel eller att man belastar favoriten med att prestera mer. 
| Handicap | Lag resultat | Spel resultat   | Handicap | Lag resultat   | Spel resultat   |
| -------- | ------------ | --------------- | -------- | -------------- | --------------- |
| 0        | Vinst        | Vinst           | 0        | Vinst          | Vinst           |
| 0        | Lika         | Insats tillbaka | 0        | Lika           | Insats tillbaka |
| 0        | Förlust      | Förlust         | 0        | Förlust        | Förlust         |
| - 0.25   | Vinst        | Vinst           | + 0.25   | Vinst          | Vinst           |
| - 0.25   | Lika         | Halv förlust    | + 0.25   | Lika           | Halv vinst      |
| - 0.25   | Förlust      | Förlust         | + 0.25   | Förlust        | Förlust         |
| - 0.50   | Vinst        | Vinst           | + 0.50   | Vinst          | Vinst           |
| - 0.50   | Lika         | Förlust         | + 0.50   | Lika           | Vinst           |
| - 0.50   | Förlust      | Förlust         | + 0.50   | Förlust        | Förlust         |
| - 0.75   | Vinst med 2+ | Vinst           | + 0.75   | Vinst          | Vinst           |
| - 0.75   | Vinst med 1  | Halv vinst      | + 0.75   | Lika           | Vinst           |
| - 0.75   | Lika         | Förlust         | + 0.75   | Förlust med 1  | Halv förlust    |
| - 0.75   | Förlust      | Förlust         | + 0.75   | Förlust med 2+ | Förlust         |
| - 1.00   | Vinst med 2+ | Vinst           | + 1.00   | Vinst          | Vinst           |
| - 1.00   | Vinst med 1  | Insats tillbaka | + 1.00   | Lika           | Vinst           |
| - 1.00   | Lika         | Förlust         | + 1.00   | Förlust med 1  | Insats tillbaka |
| - 1.00   | Förlust      | Förlust         | + 1.00   | Förlust med 2+ | Förlust         |
| - 1.25   | Vinst med 2+ | Vinst           | + 1.25   | Vinst          | Vinst           |
| - 1.25   | Vinst med 1  | Halv Förlust    | + 1.25   | Lika           | Vinst           |
| - 1.25   | Lika         | Förlust         | + 1.25   | Förlust med 1  | Halv Vinst      |
| - 1.25   | Förlust      | Förlust         | + 1.25   | Förlust med 2+ | Förlust         |
| - 1.50   | Vinst med 2+ | Vinst           | + 1.50   | Vinst          | Vinst           |
| - 1.50   | Vinst med 1  | Förlust         | + 1.50   | Lika           | Vinst           |
| - 1.50   | Lika         | Förlust         | + 1.50   | Förlust med 1  | Vinst           |
| - 1.50   | Förlust      | Förlust         | + 1.50   | Förlust med 2+ | Förlust         |
| - 1.75   | Vinst med 3+ | Vinst           | + 1.75   | Vinst          | Vinst           |
| - 1.75   | Vinst med 2  | Halv vinst      | + 1.75   | Lika           | Vinst           |
| - 1.75   | Vinst med 1  | Förlust         | + 1.75   | Förlust med 1  | Vinst           |
| - 1.75   | Lika         | Förlust         | + 1.75   | Förlust med 2  | Halv Förlust    |
| - 1.75   | Förlust      | Förlust         | + 1.75   | Förlust med 3+ | Förlust         |
| - 2.00   | Vinst med 3+ | Vinst           | + 2.00   | Vinst          | Vinst           |
| - 2.00   | Vinst med 2  | Insats tillbaka | + 2.00   | Lika           | Vinst           |
| - 2.00   | Vinst med 1  | Förlust         | + 2.00   | Vinst med 1    | Vinst           |
| - 2.00   | Lika         | Förlust         | + 2.00   | Förlust med 2  | Insats tillbaka |
| - 2.00   | Förlust      | Förlust         | + 2.00   | Förlust med 3+ | Förlust         |